# Famille de Saussure
La famille de Saussure est une famille subsistante de la noblesse lorraine, et dont une branche, passée à la Réforme protestante au XVIe siècle, s'est établie en Suisse. Une autre branche s'est établie aux États-Unis.

## Histoire

### Origines
La famille de Saussure trouve son origine en Lorraine,,.
Le Dictionnaire historique de la Suisse ne mentionne que Saulxures, sans autres précisions, alors qu'il existe plusieurs paroisses du même nom dans la région. Un article du Pays lorrain (1913) ou encore le professeur Joseph, auteur d'une biographie sur Saussure, indiquent que le premier membre de la famille est né à Saulxures-lès-Nancy (banlieue de Nancy). Les Saussure auraient par ailleurs possédé les terres de Saulxures-lès-Nancy et de Saulxures-lès-Vannes. Le site de la Bibliothèque de Genève, dans sa notice de présentation des archives familiales, cite quant à lui Saulxures-sur-Moselotte (Vosges). Cette dernière est également retenue par l'écrivain Michel Arrivé, auteur d'un ouvrage (2007) sur Ferdinand de Saussure.
Jacques Augustin Galiffe (1776-1853), historien et généalogiste suisse, dans son second volume de ses Notices généalogiques sur les familles genevoises où il consacre une notice à la famille, précise « il est probable du reste que celle-ci n'adopta le nom qu'elle porte actuellement que depuis la concession par le duc de Lorraine du fief de Saulxure à Mongin de S. »
Le plus ancien membre connu de la famille serait un certain Chouel, parfois écrit Schouel, natif de Saulxures-lès-Nancy,. Ce dernier est seigneur de Monteuil. Mongin (ou Mengin) Chouel, son fils, reçoit en fief du duc de Lorraine, Saulxures. Ce dernier est anobli par le duc René II de Lorraine, en 1503,, (« anobli sans finances, par lettres du duc René II, données à Neufchâteau le 22 janvier 1503 »,). Jacques Augustin Galiffe indique que le duc de Lorraine octroie à la famille ses armes, le 22 janvier 1503. L'érudit suisse Henry Deonna, dans son article Lettres de noblesse et d'armoiries de familles genevoises (1917), indique que « le diplôme n'est plus en possession de la famille et elle n'en connaît pas de copie », seule subsiste une « attestation d'armoiries et de noblesse datée de 1629 et signée Palliot », possession de la famille, dans lequel le cimier diffère de l'ancien.
À partir de 1503, Mongin est dit de Saussure, il est écuyer et seigneur de Monteuil et de Dompmartin, conseiller auprès des ducs de Lorraine. Il est également gouverneur de la Bollenville, ainsi que Grand fauconnier de Lorraine,. Il épouse Catherine Warin, fille du seigneur de Clémery, avec qui il a onze enfants,.
Eugène Haag, dans son ouvrage La France protestante (1846-1859), indique qu'Antoine de Saussure (1514-1569), fils de Mongin, est possesseur, des seigneuries de Monteuil, Dommartin, Torcy, Epié, Sauvoy, Fonlenex, St-Martin, Lanfrancourt, Remaulcourt, en Lorraine. Jacques Augustin Galiffe ne mentionne que Dommartin, Espié, Monteuil, Tuzel et Sauvoy.

### Implantation en Suisse (XVIesiècle)
Antoine de Saussure (1514-1569) passe à la Réforme. Il fuit et se réfugie d'abord à Strasbourg avant de passer en Suisse et s'installer à Lausanne,,. Différentes sources, dont une généalogie familiale du XVIIe siècle, rapportent qu'il est reçu bourgeois gratis de cette ville en 1556,,.
Antoine de Saussure épouse Antoinette d'Augy (ou Angy), dame de Sorcy, avec qui il a neuf enfants,. L'aîné Claude est seigneur d'Espié et de Tuzel, il retourne s'installer en Lorraine. Il est à l'origine de la branche aînée de la famille. Le second fils, Jean († 1617), est écuyer et seigneur de Dompmartin, et coseigneur de Boussens,. Il est à l'origine de la branche cadette.
Elie de Saussure (1602-1662), arrière-petit-fils d'Antoine et seigneur de Morrens, est reçu bourgeois de Genève en 1635,. Il est l'auteur de la branche genevoise.

### Implantation aux États-Unis d'Amérique (XVIIIesiècle)
Henri de Saussure (Henry DeSaussure en anglais, † 1761), issu de la branche de Lausanne, part s'installer à Charlestone (Caroline du Sud), vers 1730. William Harper, auteur d'une notice sur son petit-fils Henry William de Saussure (1841), indique que Henri de Saussure émigre dans le district de Beaufort, en Caroline du Sud, à proximité de Coosawhatchie. Les quatre fils d'Henri participent à la guerre d'indépendance. Seul Daniel survit aux combats, il est le père de Henry William de Saussure (1763-† 1839),.

## Personnalités
- César-François de Saussure (en) (1705-1783), dit le Turc, écrivain de voyage[14].
- Nicolas de Saussure (1709-1791), agronome et politicien.
- Horace Bénédict de Saussure (1740-1799), alpiniste et naturaliste.
- Henry William de Saussure, parfois DeSaussure (1763-1839), juriste américain[15], petit-fils de Henri de Saussure (1709-1763)[12],[13].
- Albertine Necker de Saussure (1766-1861), fille d'Horace Bénédict de Saussure, pédagogue, essayiste et traductrice, épouse du botaniste Jacques Necker (1757-1825).
- Nicolas Théodore de Saussure (1767-1845), frère de la précédente, chimiste et botaniste.
- William Ford De Saussure (en) (1792-1870), fils de Henry William, sénateur à la Chambre des représentants de Caroline du Sud.
- Victor de Saussure (1797-1869), officier du génie suisse, carrière administrative dans ce domaine du génie civil[DHS 2].
- Théodore de Saussure (1824-1903), militaire et homme politique suisse.
- Henri Louis Frédéric de Saussure (1829-1905), entomologiste et minéralogiste suisse.
- Hippolyte de Saussure (1859-1926), militaire et fonctionnaire suisse, devenu préfet du district de Lausanne (1832-1834), ainsi que député au Grand Conseil vaudois (1835-1837)[DHS 3] ;
- Henri de Saussure (1859-1926), peintre et graveur.
- René de Saussure (1868-1943), frère du précédent, philosophe, mathématicien et espérantiste.
- Ferdinand de Saussure (1857-1913), frère du précédent linguiste.
- Léopold de Saussure (1866-1925), frère du précédent, officier de marine, astronome, sinologue[DHS 4], chevalier de la Légion d'honneur.
- Jacques de Saussure (1892-1969), fils de Ferdinand, diplomate[DHS 5].
- Raymond de Saussure (1894-1971), frère du précédent, psychanalyste[DHS 6].
- Hermine Seyrig de Saussure (1901-1984), fille de Léopold de Saussure, navigatrice, spécialiste de Jean-Jacques Rousseau.
- Éric de Saussure (1925-2007), peintre et membre de la communauté de Taizé[DHS 6].
- Jean de Saussure, fils de René de Saussure, pasteur à la cathédrale Saint-Pierre de Genève et l'un des pères spirituels de la communauté de Taizé[DHS 7].
- Thierry de Saussure (1934-2019), fils de Jean de Saussure, psychanalyste et théologien suisse.
- Delphine Seyrig,(1932-1990), actrice française, fille d'Hermine de Saussure et de l'archéologue Henri Seyrig, petite-fille de Léopold de Saussure et arrière-petite-fille de Henri Louis Frédéric de Saussure.

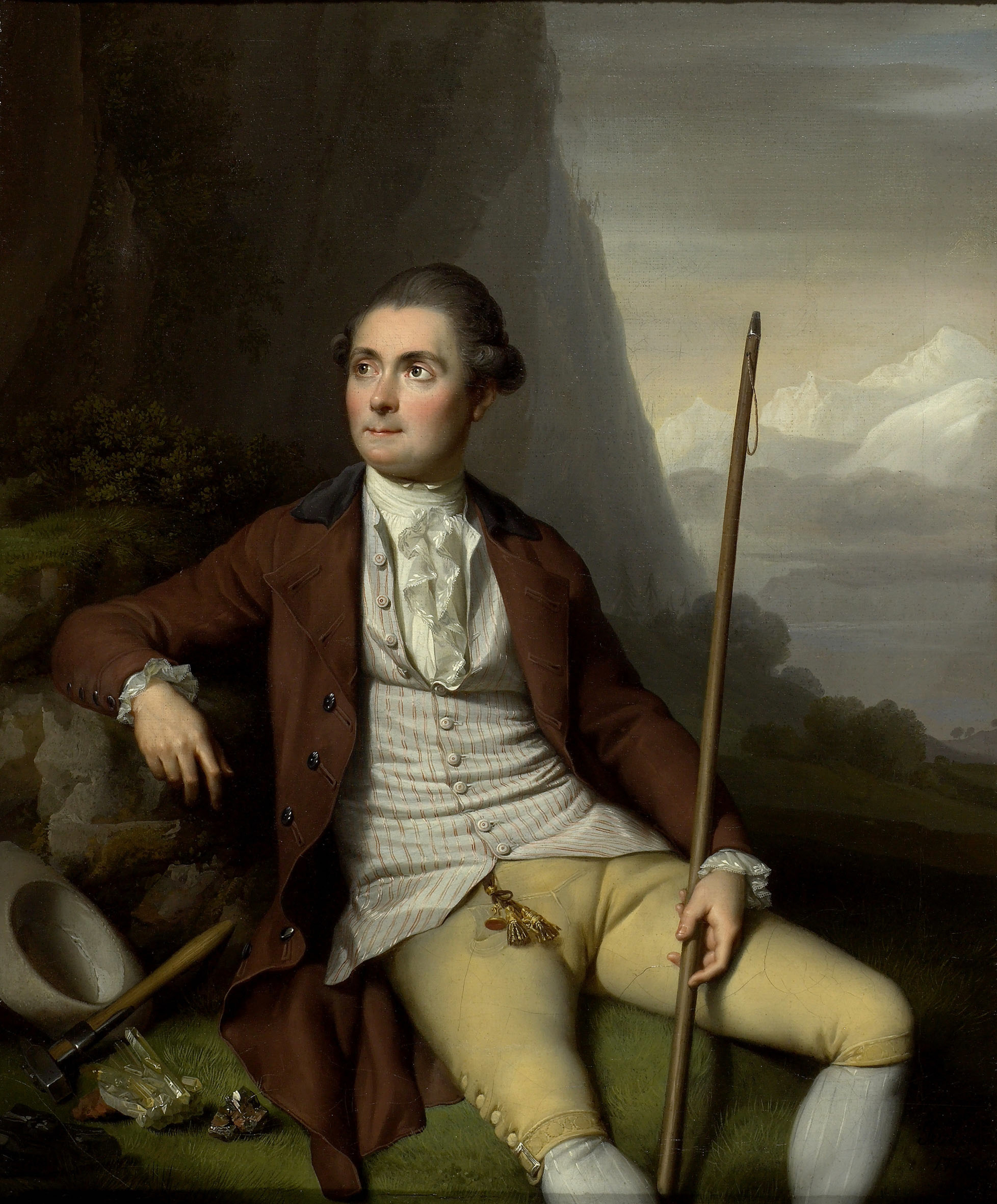
Horace Bénédict de Saussure
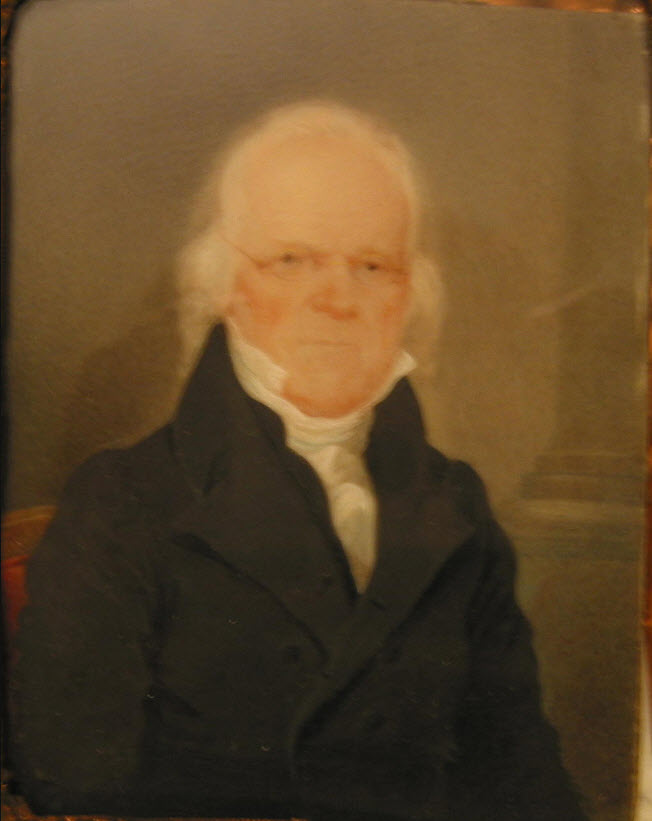
Henry William de Saussure
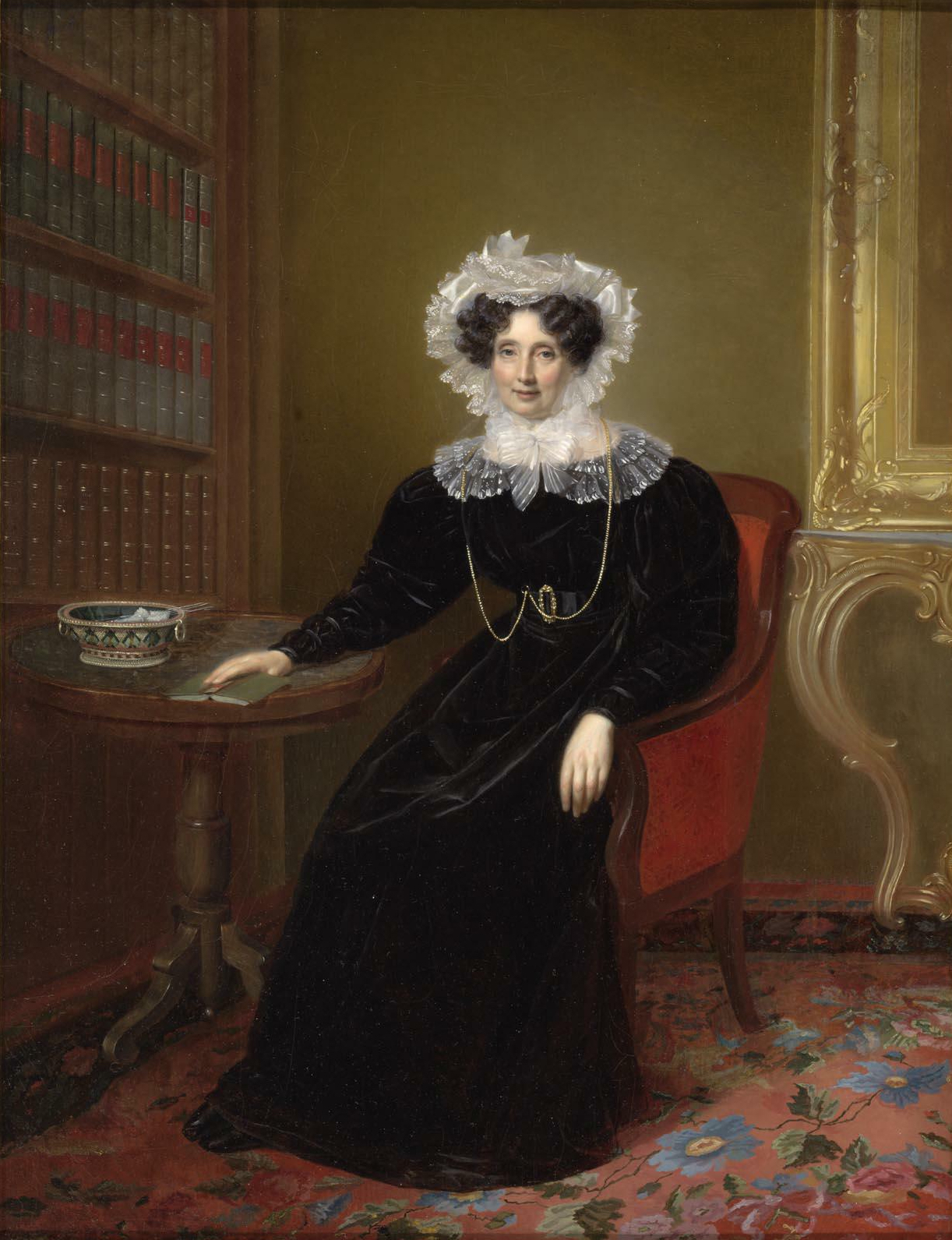
Albertine Necker de Saussure
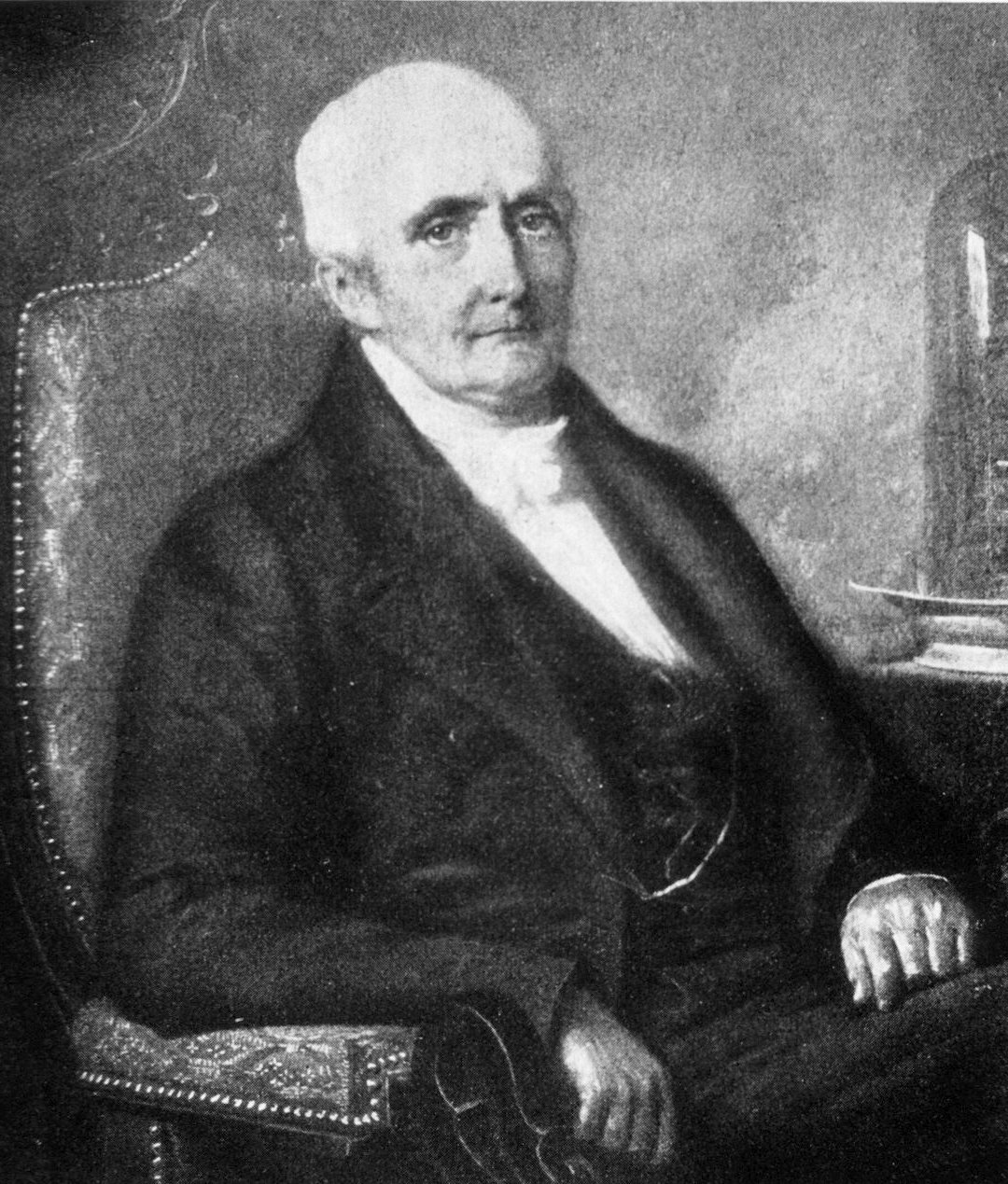
Nicolas-Théodore de Saussure
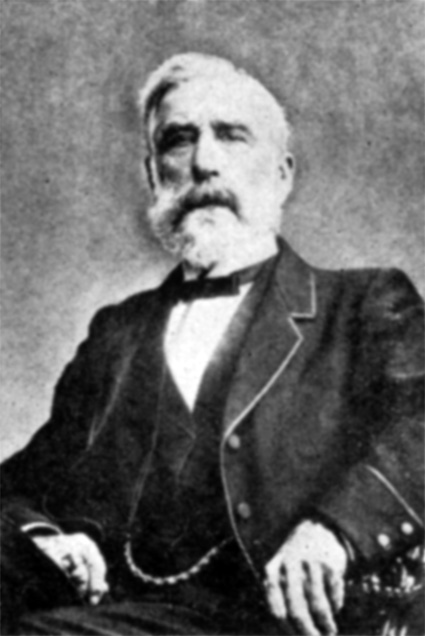
Henri de Saussure
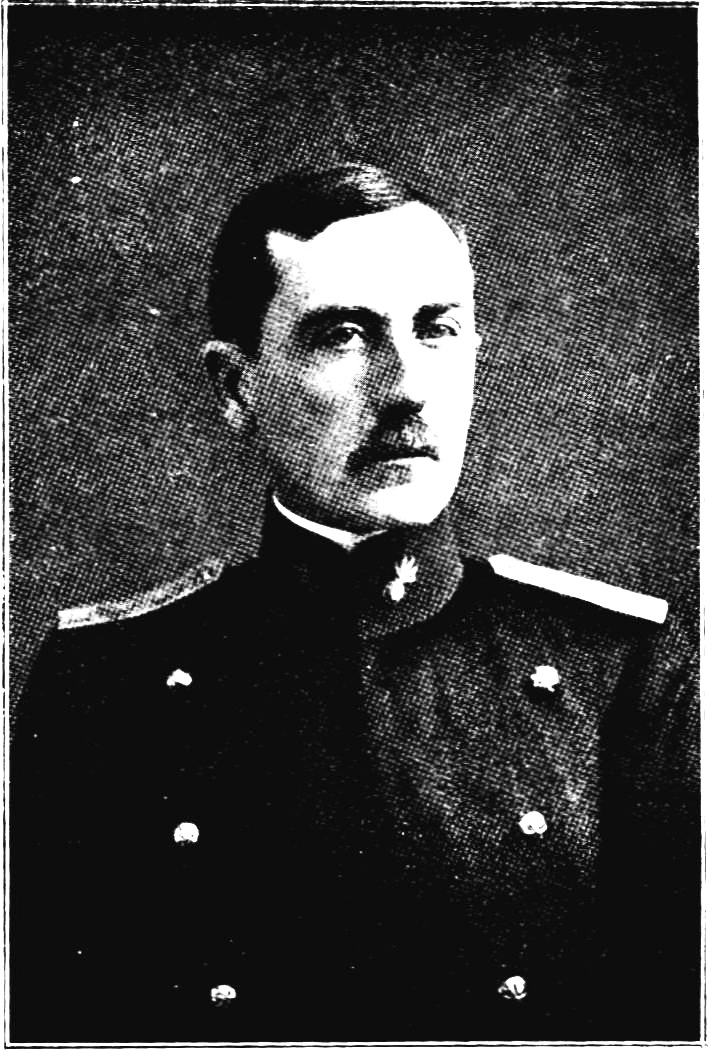
René de Saussure
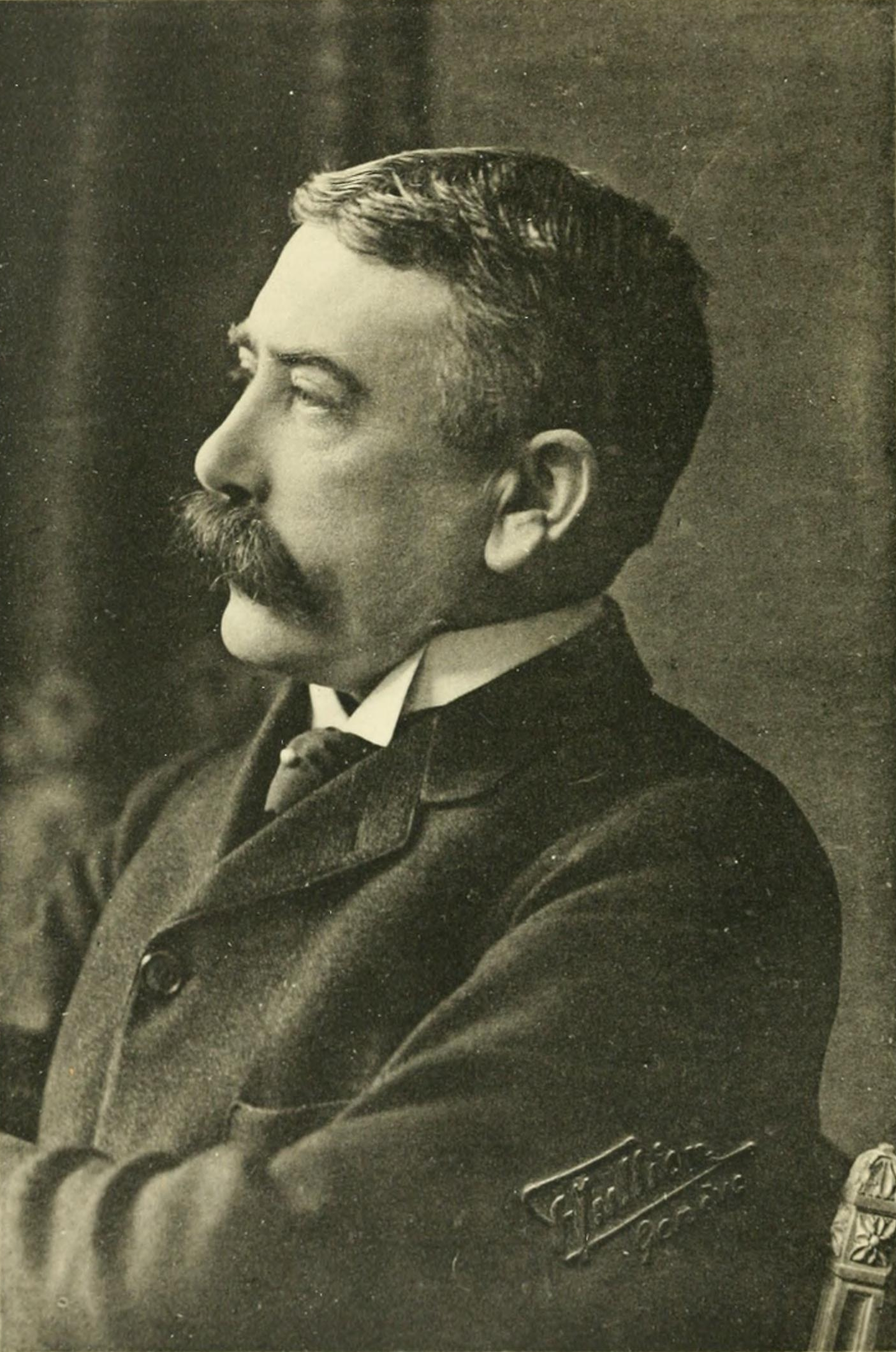
Ferdinand de Saussure
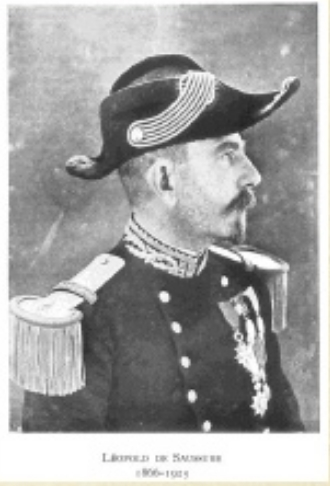
Léopold de Saussure
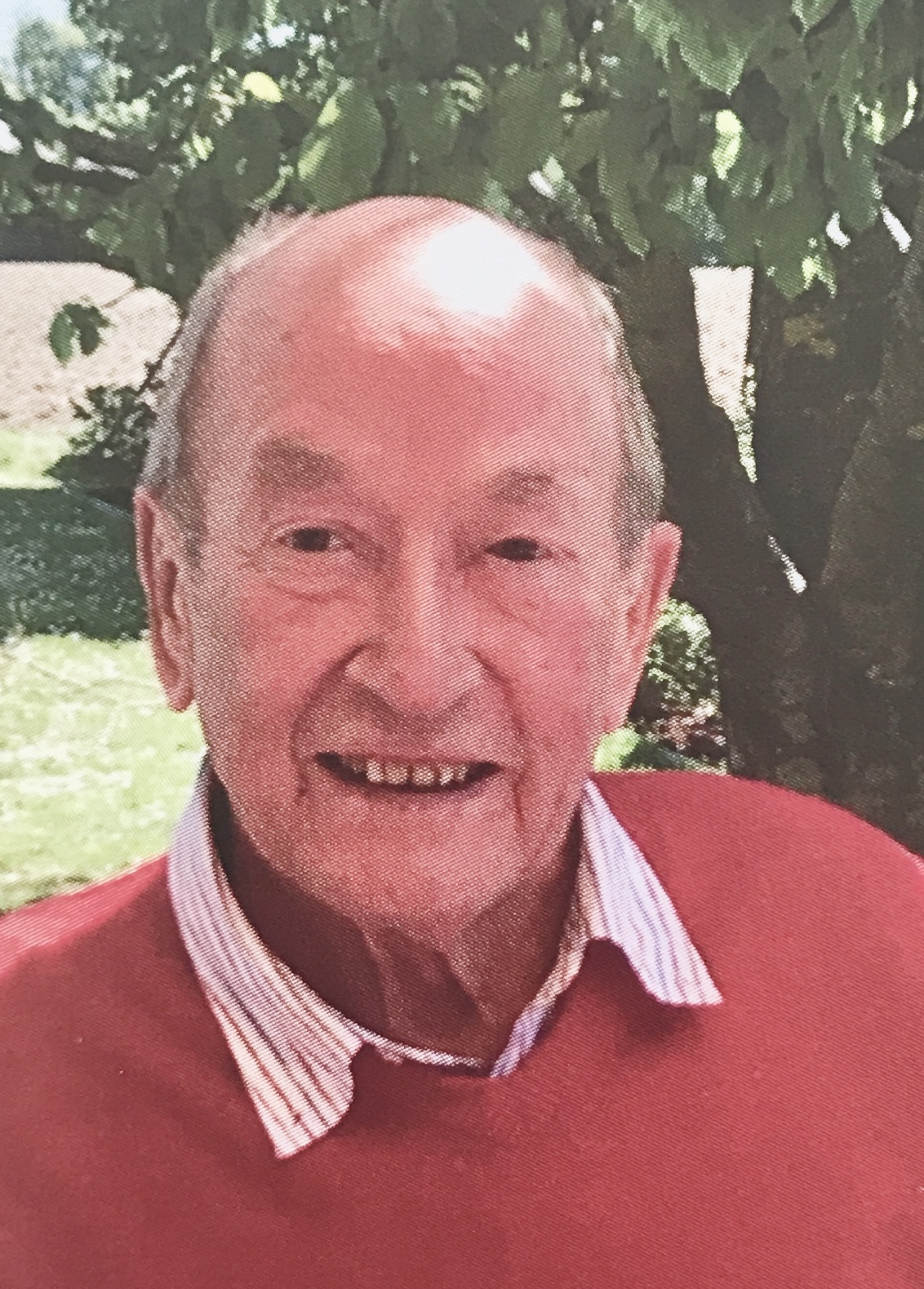
Thierry de Saussure

## Alliances
Les principales alliances de la famille de Saussure sont : Warin, d'Augy (ou Angy), Faesch, Necker, etc.

## Armes
Les armes des Saussure se blasonnent ainsi : parti par barre, bandé et contrebandé d'or et de sable de 8 pièces. Timbré d'un casque taré de face à 8 barreaux — Cimier : un faucon essorant.

## Possessions
- Château de Vufflens[DHS 1] (Suisse), acquis par mariage et toujours dans la famille
- Maison de Saussure (nom local : Maison Lullin ou Hôtel Lullin), 24 rue de la Cité à Genève, Suisse.

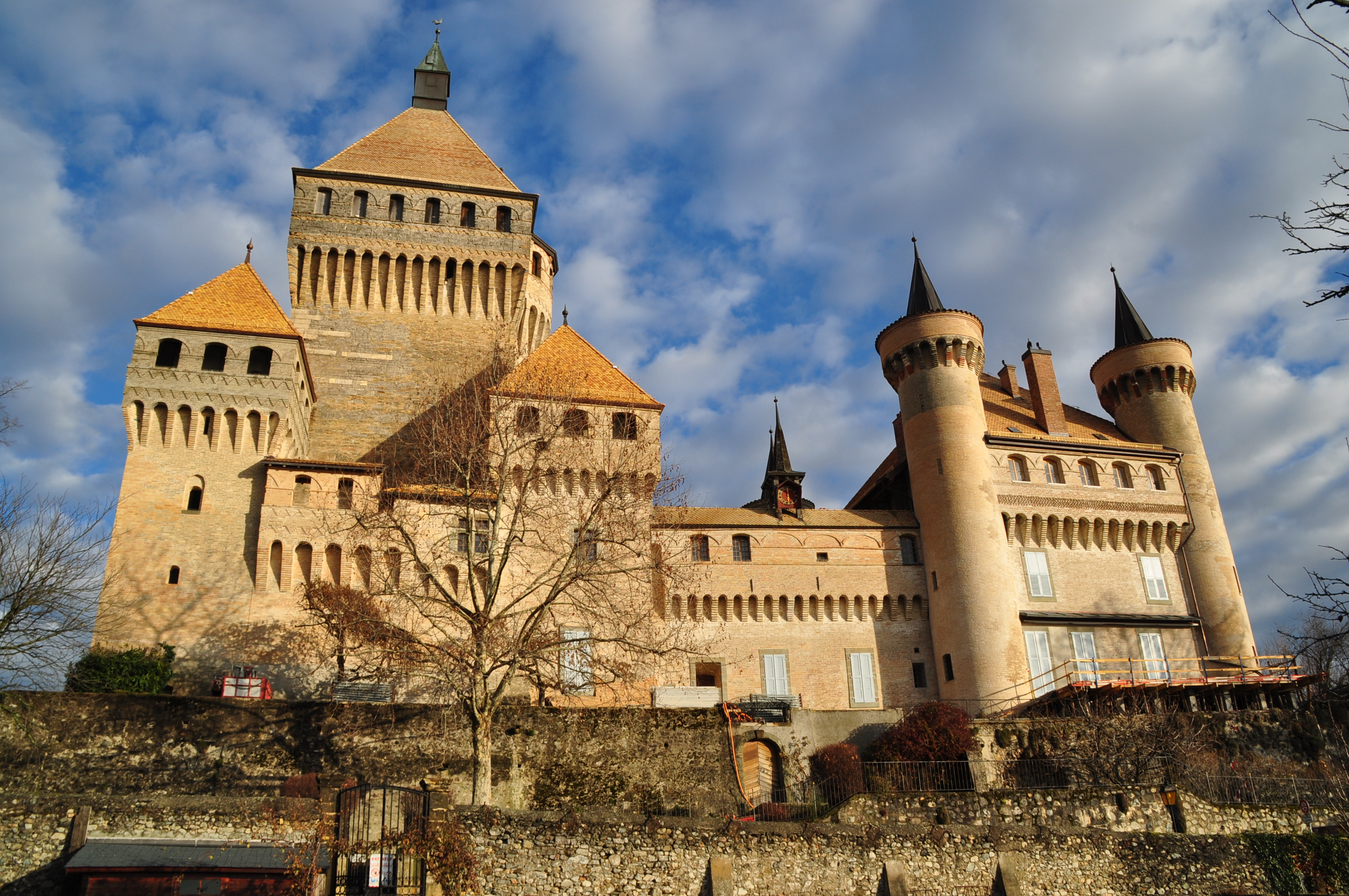
Le château de Vufflens
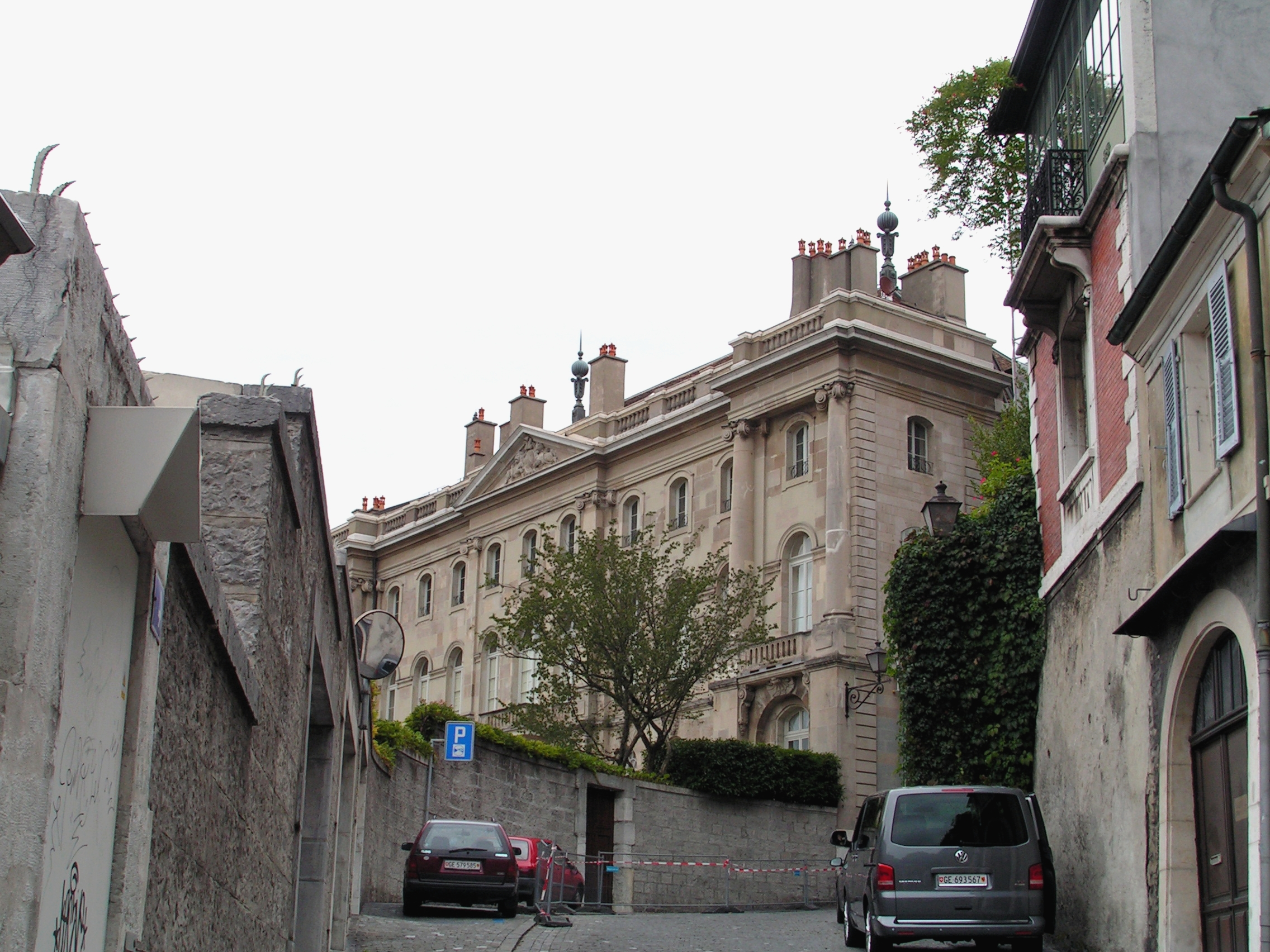
Maison de Saussure (nom local : Maison Lullin ou Hôtel Lullin)

## Postérité
Plusieurs voies portent le nom de Saussure, souvent dédiées au savant Horace Bénédict de Saussure, dont :
- Rue de Saussure, 17e arrondissement, Paris, France.
- Rue de Saussure, Créteil, France.
- Rue Horace-Bénédict-de-Saussure, Genève, Suisse[16].

Autres
- Collège de Saussure, commune de Lancy, dans le canton de Genève.
- Plaque commémorative Rue Albertine Necker de Saussure, à Genève, Suisse (plaque temporaire de rue apposée dans le cadre du projet 100elles à Genève en 2019)

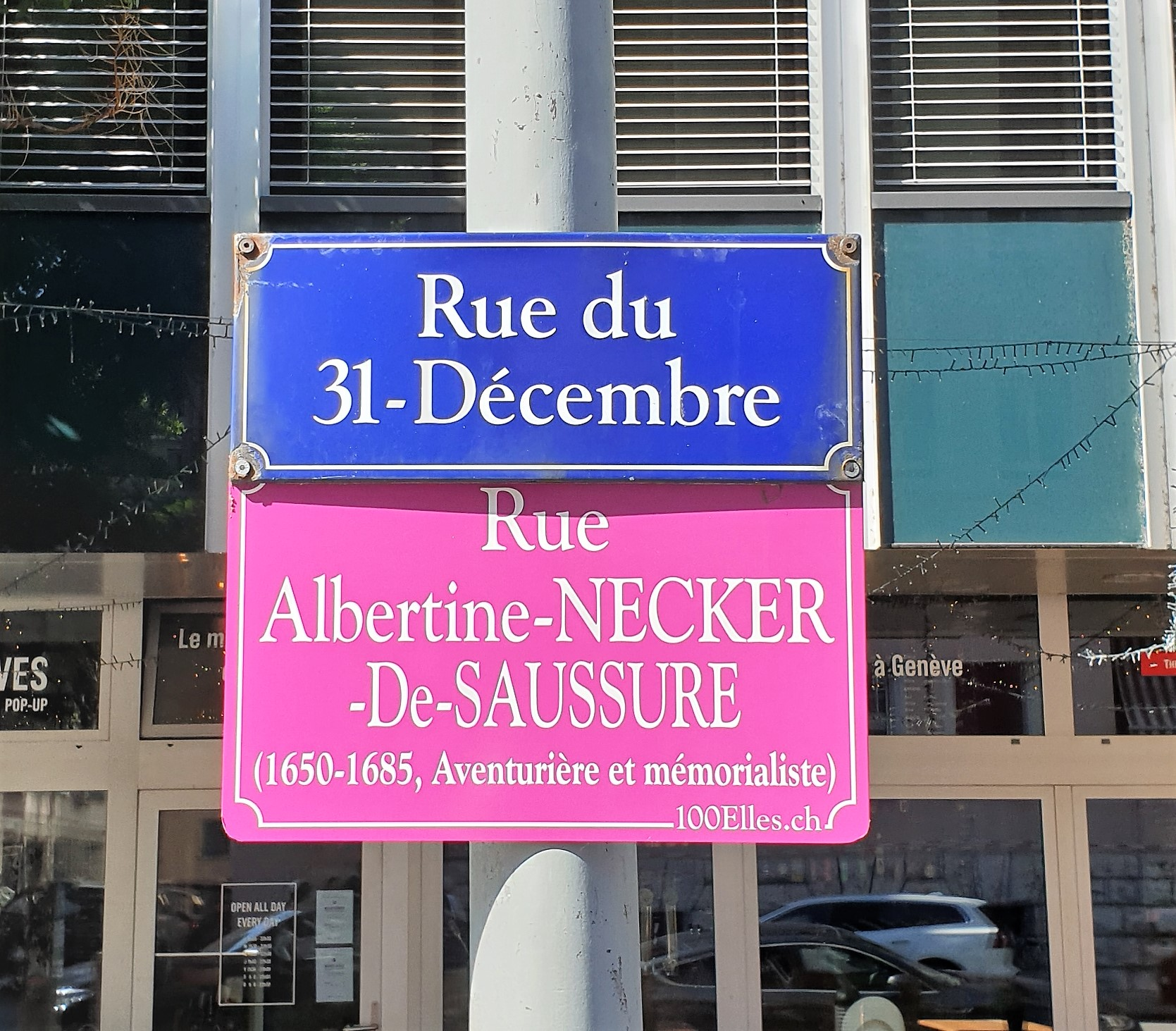
Plaque commémorative Albertine Necker de Saussure

### Dictionnaire historique de la Suisse
1. 1 2 3 4 5 6 7 8  Martine Piguet, « de Saussure » dans le Dictionnaire historique de la Suisse en ligne, version du 23 février 2011.
2. ↑  Paul Bissegger, « Victor de Saussure » dans le Dictionnaire historique de la Suisse en ligne, version du 15 octobre 2009.
3. ↑  Paul Bissegger, « Hippolyte de Saussure » dans le Dictionnaire historique de la Suisse en ligne, version du 6 juillet 2011.
4. ↑  Raffael Keller. Traduction : Laurent Auberson, « Léopold de Saussure » dans le Dictionnaire historique de la Suisse en ligne, version du 13 janvier 2012.
5. ↑  Marc Perrenoud, « Jacques de Saussure » dans le Dictionnaire historique de la Suisse en ligne, version du 4 avril 2013.
6. 1 2  Roger Mayer, « Raymond de Saussure » dans le Dictionnaire historique de la Suisse en ligne, version du 23 février 2011.
7. ↑  Toni Cetta, « Jean de Saussure » dans le Dictionnaire historique de la Suisse en ligne, version du 6 juillet 2011.

### Autres sources
1. ↑  Galiffe, 1895, p. 599.
2. 1 2 3 4 5 6 7 8 9 10 11  (en) John E. Joseph, Saussure, OUP Oxford, 2012, 800 p. (ISBN 978-0-19163-697-4, lire en ligne), p. 4-6, « The noble Saulxures of Lorraine ».
3. 1 2 3 4 5  Article « … », Le Pays lorrain, Volume 10, 1913, pp. 212-214[réf. non conforme].
4. 1 2  Bibliothèque de Genève, « Archives de la famille de Saussure — Présentation » (consulté en novembre 2021).
5. ↑  (en) John E. Joseph, À la recherche de Ferdinand de Saussure, Presses universitaires de France, coll. « Formes sémiotiques », 2007, 240 p. (ISBN 978-0-19163-697-4, lire en ligne), p. 19-31, « The noble Saulxures of Lorraine ».
6. 1 2 3 4 5 6  Galiffe, 1895, p. 600.
7. ↑  Henry Deonna, « Lettres de noblesse et d'armoiries de familles genevoises », Archives héraldiques suisses, vol. 31,‎ 1917 (lire en ligne).
8. 1 2 3 4  Galiffe, 1895, p. 601.
9. 1 2 3 4 5  E. Frères Haag, La France protestante : ou Vies des protestants français qui se sont fait un nom dans l’histoire depuis les premiers temps de la réformation jusqu’à la reconnaissance du principe de la liberté des cultes par l’Assemblée nationale, Joël Cherbuliez, 1846-1859 (lire en ligne), p. 185-192.
10. 1 2 3  Galiffe, 1895, p. 602.
11. ↑  Galiffe, 1895, p. 606.
12. 1 2 3 4  Galiffe, 1895, p. 605.
13. 1 2 3  (en) Harper, William. Memoir of the Life, Character, and Public Services of the Late Hon. Henry Wm. DeSaussure. Charleston, S.C.: Riley, 1841 (lire en ligne).
14. ↑  Anne Hofmann, « César de Saussure » dans le Dictionnaire historique de la Suisse en ligne, version du 6 juillet 2011.
15. ↑  Henry William DeSaussure, sur fr.findagrave.com.
16. ↑  « Rue Horace-Bénédict-De-Saussure », sur le site du Canton de Genève - ge.ch.

### Fonds d'archives
- Fonds : Archives de la famille de Saussure (XVIe - XXe siècles).  Cote : CH BGE Arch. de Saussure 1-579, Arch. de Saussure Za. Genève : Bibliothèque de Genève. (lire en ligne)
- (en) Fonds : DeSaussure Family Papers (1716-1938).  Cote : SCHS 1022.00. The South Carolina Historical Society. (lire en ligne)